# Agence internationale pour les énergies renouvelables
Pour les articles homonymes, voir Irena, AIE et IEA.
L'Agence internationale pour les énergies renouvelables (IRENA, de l'anglais International Renewable Energy Agency) est une organisation intergouvernementale fondée en 2009, dont la mission est la promotion des énergies renouvelables à l'échelle mondiale. Son siège se situe à Abou Dabi et son directeur général est l'italien Mr. Francesco La Camera. Le centre d'innovation et technologie de l'IRENA se situe à Bonn.

## Missions et objectifs
L’Agence internationale pour les énergies renouvelables (IRENA) a pour mandat de servir de centre mondial de coopération pour l’énergie renouvelable et l’échange d’informations entre ses 168 membres (167 États et l’Union européenne).
L'IRENA soutient les États dans leur transition vers un avenir énergétique durable et sert de principale plate-forme pour la coopération internationale, un centre d'excellence, et un référentiel de connaissances politiques, technologiques, et financières sur les énergies renouvelables. L'IRENA encourage l'adoption généralisée et l'utilisation durable de toutes les formes d'énergies renouvelables, y compris la bioénergie, l'énergie géothermique, l'hydroélectricité, les énergies marines, les énergies solaires et l'énergie éolienne dans la poursuite du développement durable, de l’accès à l’énergie, de la sécurité énergétique, de la croissance économique faible en carbone et de la prospérité.
En 2018, l'Irena a actualisé son scénario baptisé « REmap » ; 85 % d’électricité renouvelable en 2050, avec doublement de la part de l’électricité dans la consommation finale de 2015 (20 %) à 2050 (40 %), pour atteindre la cible +2 °C en 2100, estimant qu'il y a un besoin massif d'énergies renouvelables mais aussi d’importants progrès en efficacité énergétique (il faudrait diminuer l'intensité énergétique mondiale (consommation d’énergie par point de PIB) des 2/3 entre 2018 et 2050, sachant qu'elle n'a baissé que de 1,7 % en 2017, à titre d'exemple) pour contribuer à « plus de 90 % aux réductions nécessaires des émissions de CO2 liées à l’énergie » d'ici à 2050. Ce scénario est estimé nécessiter 120 000 milliards de dollars d'investissements de 2015 à 2050 dont presque 44 % pour améliorer l'efficacité énergétique (à comparer aux 93 000 milliards de dollars du scénario de référence). Cet apparent « surcoûts » du REmap étant selon l'Agence « largement » compensés par les externalités positives (moindre pollution de l’air et bénéfices pour la santé et l'environnement, avec une économie chiffrée par l'IRENA à près de 6 000 milliards de dollars/an par rapport au scénario de référence)  et par un gain net de 11,6 millions d’emplois dans le secteur à l'horizon 2050 (un peu moins de 7,4 millions d’emplois perdus dans le secteur des fossiles de 2018 à 2050, contre 19 millions créés dans les "renouvelables", les réseaux intelligents et l'efficacité énergétique).

## Histoire
Le projet de création de l'IRENA est né au sein de l'association Eurosolar, et remonte à janvier 1990,. Cette agence, résultat d'un long travail mené notamment par Hermann Scheer (père des lois allemandes en faveur des énergies renouvelables, président d'Eurosolar et directeur du Conseil mondial des énergies renouvelables), a été portée au premier chef par l'Allemagne, le Danemark et l'Espagne et fondée à Bonn le 26 janvier 2009 par 75 états, dont la France.
En 2009, en Égypte, la Française Hélène Pelosse a été élue directrice générale par intérim. Elle a démissionné de son poste de directrice générale et a été remplacée en 2010 par le kényan Adnan Z. Amin.
En 2010, 148 pays et l'Union européenne avaient signé ses statuts et 29 pays ainsi que l'Union européenne les avaient ratifiés.

## États signataires
L'IRENA compte 162 États membres et 21 États en cours d'adhésion au 15 décembre 2020. La plupart des États du continent africain et asiatique et africains sont déjà membres ou sont en passe de l'être.

## Prises de positions, recommandations
Selon l'Agence internationale pour les énergies renouvelables (Irena) :
En 2017Au vu des politiques énergétiques actuelles ou annoncées, le monde pourrait « épuiser son budget carbone lié à l’énergie en moins de 20 ans » (rapport publié le 17 avril par l’Irena.
En 2018Après actualisation de son scénario « REmap » compatible avec la cible des 2 °C  où la part des énergies décarbonées (nucléaire inclus) dans le mix de production électrique mondial passerait de 34 % en 2015 à 89 % en 2050; l'Agence estime que développement (massif) des renouvelables et de l'efficacité énergétique sont « la pierre angulaire » pour atteindre « plus de 90 % aux réductions nécessaires des émissions de CO2 liées à l’énergie » d'ici à 2050 ; les énergies renouvelables devront produire les 2/3 de la consommation d’énergie primaire en 2050 soit une accélération d' « au moins six fois » dans les secteurs de la production électrique, de chaleur, les transports, etc. pour atteindre les objectifs de la COP21.(Adnan Z. Amin, ancien directeur général de l’Irena). Dans le même temps l'intensité énergétique mondiale (énergie consommée par point de PIB, devrait chuter des deux tiers avant 2050 (-1,7 % en 2017).
En 2019L'agence note que le secteur des renouvelables a employé dans le monde en 2018 11 millions de personnes (ingénierie, commercialisation, construction, entretien…), Soit 700 000 emplois de plus en un an (un record), malgré un relatif tassement des investissements sur des marchés majeurs comme celui de la Chine qui a été particulièrement dynamique sur le solaire et l’éolien durant plusieurs années. Les pays les plus dynamiques sont la Chine (39% des emplois), le Brésil, les États-Unis et l’Inde, puis quelques pays de l’UE. En 2019 selon l'Agence, Les secteurs créant le plus d’emploi restent : 1) le photovoltaïque (3,6 millions d’emplois) et l'éolien  (l’Agence note que l’Asie du Sud-Est développe sa capacité de production et compte maintenant parmi les plus gros exportateurs de panneaux photovoltaïques, derrière la Chine) ; 2) l’éolien : 1,2 million d'emplois, essentiellement pour l’éolien terrestre, mais on s’attend à un bond en avant de l'éolien marin qui décolle, en valorisant au passage des entreprises ayant des compétences pétrogazières offshore,}.
En s’appuyant sur une base de données des coûts d’environ 17 000 parcs de production d’électricité verte et les prix d’environ 9 000 accords de vente aux enchères et d’achat d’électricité renouvelable, l'Agence confirme que les coûts mondiaux de production électrique des ENR (l’éolien terrestre et offshore, solaire photovoltaïque et thermodynamique, hydroélectricité, bioénergies, géothermie) ont considérablement diminué de 2010 à 2018 ; les ENR devenant de plus en plus concurrentielles vis-à-vis des fossiles. « L'éolien terrestre et l'énergie solaire photovoltaïque sont déjà en 2018 souvent moins chers « que toute option utilisant des combustibles fossiles, sans assistance financière » :
- 11 % en un an pour l’hydroélectricité ;
- 13 % en un an pour les nouveaux parcs solaires photovoltaïques et éoliens terrestres (Début 2018, les données IRENA suggérait que le coût moyen pondéré de l'électricité à l'échelle mondiale pourrait tomber à 0,049 USD/kWh pour l'éolien terrestre et à 0,055 USD/kWh pour l'énergie solaire photovoltaïque en 2020, mais en 2019 l’Irena a revu ses prévisions (-8 % pour l’éolien, soit 0,045 USD/kWh) et -13 % pour le photovoltaïque (soit 0,048 USD/kWh) ;
- 14 % en un an pour les bioénergies ;
- 26 % en un an pour l’énergie solaire concentrée (parcs solaires thermodynamiques dits « CSP ») ;
- de seulement 1 % pour les nouveaux projets éoliens offshore.

Selon l'agence, 83 % des grandes centrales solaires photovoltaïques, et plus des trois quarts des projets éoliens terrestres (77 %) devant être mis en service dans le monde en 2020 « devraient fournir de l’électricité moins chère que celle des centrales à charbon, au fioul ou à gaz naturel produisant l’électricité la moins chère ».
L'IRENA préconise de porter à 49 % la part renouvelable de l’électricité dans la consommation finale d’énergie dans le monde en 2050 (contre 19 % actuellement). Le charbon est encore et de loin la 1re source d'électricité au monde (37,9 % du mix de production en 2018).
L’agence invite à équilibrer le mix car les deux sources les plus encouragées par la baisse des coûts sont le solaire et l’éolien, tous deux « intermittents » (même s’ils sont souvent complémentaires). Les coûts d'intégration de ces énergies intermittentes pourraient être minimes « si une approche systémique de la transformation du système électrique est appliquée, mais pourraient augmenter si les possibilités d'options de flexibilité sont limitées au secteur de l'électricité ». Le stockage de l’électricité et les réseaux intelligents sont donc des enjeux majeurs pour le moyen terme.